# Jagüey, Hidalgo
Jagüey är en ort i Mexiko.   Den ligger i kommunen Santiago de Anaya och delstaten Hidalgo, i den sydöstra delen av landet, 100 km norr om huvudstaden Mexico City. Jagüey ligger 2 039 meter över havet och antalet invånare är 383.
Terrängen runt Jagüey är kuperad åt nordost, men åt sydväst är den platt. Runt Jagüey är det ganska tätbefolkat, med 129 invånare per kvadratkilometer. Närmaste större samhälle är Santiago de Anaya, 2,8 km norr om Jagüey. Trakten runt Jagüey består i huvudsak av gräsmarker.